# Премия памяти Астрид Линдгрен
Премия памяти Астрид Линдгрен (швед. Litteraturpriset till Astrid Lindgrens minne) — шведская премия за достижения в детской литературе, основанная правительством Швеции в 2002 году в честь известной детской писательницы Астрид Линдгрен. Премия присуждается ежегодно, призовой фонд составляет 5 миллионов шведских крон.
Жюри премии состоит из 12 человек. Их выбирает на четырёхлетний срок Шведский совет по вопросам культуры из числа авторитетных писателей, литературоведов, художников, критиков и др. От семьи Линдгрен представлен её правнук Юхан Пальмберг.
Вручение премии 2020 и 2021 годов состоялось онлайн 31 мая 2021 года.

## Требования к номинантам
На эту премию могут номинироваться писатели, иллюстраторы, дикторы, чьи работы отражают дух Астрид Линдгрен.

## Цель награды
Целью награды является усиление интереса к детской и юношеской литературе и увеличение доступа к ней детям во всем мире.

## Лауреаты премии
- 2003: Морис Сендак, США
- 2003: Кристине Нёстлингер, Австрия
- 2004: Лижия Божунга, Бразилия
- 2005: Филип Пулман, Великобритания
- 2005: Рёдзи Араи, Япония
- 2006: Кэтрин Патерсон, США
- 2007: Banco del Libro, Венесуэла
- 2008: Соня Хартнетт, Австралия
- 2009: Tamer Institute for Community Education, Палестина
- 2010: Китти Кроутер, Бельгия
- 2011: Шон Тан, Австралия
- 2012: Гус Куйер, Нидерланды
- 2013: Исоль, Аргентина
- 2014: Барбру Линдгрен, Швеция
- 2015: PRAESA (Проект по изучению альтернативного образования в ЮАР), ЮАР
- 2016: Мэг Розофф, Великобритания
- 2017: Вольф Эрльбрух, Германия
- 2018: Жаклин Вудсон, США
- 2019: Барт Муйарт, Бельгия
- 2020: Пэк Хина[англ.], Республика Корея
- 2021: Жан-Клод Мурлева, Франция[2]
- 2022: Ева Линдстрём[англ.], Швеция[3]
- 2023: Лори Холс Андерсон, США[4]
- 2024: Фонд грамотности коренных народов[англ.] (ILF), Австралия[5]